# José Mármol
José Mármol (ur. w 1817, zm. w 1871) – argentyński pisarz i dziennikarz okresu romantyzmu.
Jako przeciwnik dyktatora Juana Manuela de Rosasa w latach 1840-1852 przebywał na wygnaniu w Urugwaju.
Autor poezji skierowanej przeciwko dyktatorowi (A Rosas, el 25 mayo de 1843), zbioru pieśni, opisujących podróż morską z Rio de Janeiro do Chile i oddających literacko emocje towarzyszące politycznemu wygnaniu (Cantos de Pelegrino, publikowane od 1846), zbioru Armonias (1851) oraz dwutomowego zbioru poezji i prozy poetyckiej (1952). Jego najsławniejszy utworem jest powieść dyktatury Amalia (1851), skierowana przeciwko Rosasowi. Ekranizacja tej powieści (Amalia, nakręcona w 1914 roku) stała się pierwszym argentyńskim filmem pełnometrażowym.